# Ftalimid
Ftalimid är en aromatisk imid med formeln C6H4(CO)2NH. Det förekommer i mineralet kladnoit.

## Egenskaper
Ftalimid är en svag syra (pKa = 10,4) och kan bilda salter med alkalimetaller som natrium och kalium.

## Framställning
Ftalimid framställs vanligen genom att värma upp ftalsyraanhydrid (C6H4(CO)2O) och ammoniak (NH3).
{\displaystyle {\rm {C_{6}H_{4}(CO)_{2}O+NH_{3}\rightarrow C_{6}H_{4}(CO)_{2}NH+H_{2}O}}}

## Användning
Ftalimid används som reagent i Gabriel-syntes där halogenalkaner omvandlas till primära aminer.